# ما اسمي؟ (أغنية ريانا)
واتز ماي نيم؟ هي أغنية سجلتها المغنية البربادوسية ريانا لألبومها الإستديو الخامس، لاود (2010). مع اشتراك الرابر الكندي دريك، صدرت كأغنية منفردة ثانية من لاود يوم 26 أكتوبر، 2010، من خلال تسجيلات ديف جام. الأغنية هي إلكترونيك-آر أند بي من إنتاج ستارقيت، وكتبت من قبل ستارقيت أيضاً جنباً إلى جنب وإستر دين، وتريسي هيل، ودريك. كلمات الأغنية تشمل موضوع الجماع والرومانسية.

## الأداء التجاري

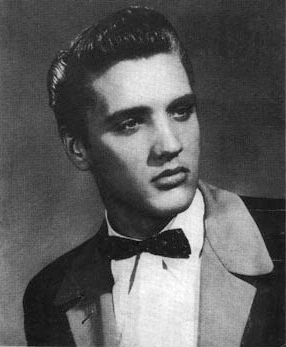
أصبحت ريانا أول فنانة في المملكة المتحدة تصل أغانيها المنفردة إلى المركز الأول في خمس سنوات متتالية. هي ثاني فنان يحصل على هذا الإنجاز بعد إلفيس بريسلي الذي وصلت أغانيه إلى المركز الأول من 1959 إلى 1963.

### أمريكا الشمالية
في الولايات المتحدة، دخلت «واتز ماي نيم؟» الرسم البياني بيلبورد هوت لأغاني الآر أند بي/هيب-هوب لأول مرة المركز السابع والستين يوم 30 أكتوبر، 2010، وارتفعت إلى المركز الثاني. الأغنية دخلت لأول مرة الرسم البياني بيلبورد هوت 100 في المركز الثالث والثمانين بعد إرسالها إلى ماينستريم راديو، في الأسبوع الثالث ارتفعت إلى المركز الأول، بعد صدور نسخة الأغنية الرقمية؛ أصبحت أغنية ريانا الثامنة وأغنية دريك الأولى التي تصل إلى المركز الأول. تمكنت الأغنية من وصول إلى المركز الأول، قبل الأغنية المنفردة الأولى «أونلي قيرل (إن ذا وورلد)»، لمدة أسبوعين. في الأسبوع نفسه، وصلت إلى المركز الأول في بيلبورد للأغاني الرقمية لبيعها 235,000 نسخة. أصبحت ريانا أول فنان في تاريخ بيلبورد هوت 100 بأن تصل الأغنية المنفردة الأولى بعد الثانية («واتز ماي نيم؟»). أيضاً، أصبحت ريانا أول فنان تصل ثلاث أغاني له إلى القمة منذ عام 2008، عندما حققت نفس الإنجاز مع «تيك آ باو»، و«دستربيا»، ومعأغنية تي.آي. «لف يور لايف». في الأسبوع السابع من صدور النسخة الرقمية، الأغنية اجتازت مليون نسخة من المبيعات. الأغنية باعت أكثر من ثلاث ملايين تحميل رقمي في الولايات المتحدة وحدها، وقد تم اعتمادها بشهادة البلاتينيوم مرتين من قبل رابطة صناعة التسجيلات الأمريكية.

### أوروبا
في المملكة المتحدة، عقب صدور لاود، دخلت الأغنية لأول مرة في المركز الثامن عشر يوم 27 نوفمبر، 2010. في الأسبوع الثاني، يوم 5 ديسمبر، 2010، وصلت الأغنية إلى المركز الثامن وخلال نفس الأسبوع، كان لدى ريانا أغنيتين آخريتين في المراكز العشرة الأولى مع «أونلي قيرل (إن ذا وورلد)» في المركز السابع و«هوز ذات تشيك؟» (مع دفيد جتا) في المركز التاسع. وبهذا أصبحت ريانا رابع فنان في المملكة المتحدة يحصل على هذا الإنجاز. في 19 ديسمبر، 2010، الأغنية وصلت إلى المركز الثاني، لمدة ثلاثة أسابيع قبل وصولها إلى المركز الأول في 9 يناير، 2011. ونتيجة لذلك، أصبحت ريانا أول فنانة في المملكة المتحدة تصل أغانيها المنفردة إلى المركز الأول في خمس سنوات متتالية. هي ثاني فنان يحصل على هذا الإنجاز بعد إلفيس بريسلي الذي وصلت أغانيه إلى المركز الأول من 1959 إلى 1963. أيضاً تعتبر هذه رابع أغنية تصل إلى المركز الأول في المملكة المتحدة لريانا. أيضاً للمرة الثانية في مسيرة ريانا الفنية بأن تتصدرت الرسوم البياني للأغاني المنفردة والألبومات في الوقت نفسه في المملكة المتحدة، أول مرة كانت في مايو 2007 عندما «أمبريلا» وقوود قيرل قون باد تصدروا جميعهم المركز الأول، على التوالي.

## الجوائز والترشيحات
| السنة | الحفل                                        | البلد المضيف                 | الفئة                | النتيجة | المصادر |
| ----- | -------------------------------------------- | ---------------------------- | -------------------- | ------- | ------- |
| 2011  | جوائز بي إي تي                               |                              | جائزة اختيار المشاهد | رُشِّح     | [ 14 ]  |
| 2011  | جوائز بي إي تي                               | أفضل تعاون                   | رُشِّح                  |         | [ 14 ]  |
| 2011  | جوائز بيلبورد الموسيقية                      | أفضل أغنية آر أند بي         | رُشِّح                  | [ 15 ]  |         |
| 2011  | جوائز إم تي في بلاتينيوم لأكثر فيديو تم عرضه | بلاتينيوم                    | فوز                  | [ 16 ]  |         |
| 2011  | جوائز سول ترين الموسيقية                     | أفضل أداء دانس               | رُشِّح                  | [ 17 ]  |         |
| 2012  | جوائز آيسكاب بوب الموسيقية                   | الأغنية الأكثر أداءً          | فوز                  | [ 18 ]  |         |
| 2012  | جوائز آيسكاب رذم أند سول الموسيقية           | أفضل أغنية آر أند بي/هيب-هوب | فوز                  | [ 19 ]  |         |
| 2012  | جوائز بربادوس الموسيقية                      |                              | فيديو السنة          | رُشِّح     | [ 20 ]  |
| 2012  | جوائز بي إم آي بوب                           |                              | الأغنية الأكثر أداءً  | فوز     | [ 21 ]  |
| 2012  | جوائز بي إم آي آيربان                        | فوز                          | الأغنية الأكثر أداءً  | [ 22 ]  |         |
| 2012  | جوائز الغرامي                                | أفضل تعاون راب/أداء          | رُشِّح                  | [ 23 ]  |         |

## قائمة أغاني الأغنية المنفردة
- تحميل رقمي[24]

1. «واتز ماي نيم؟» (مع دريك) – 4:24

- ألبوم ريمكسز رقمية مطول[25]

1. «واتز ماي نيم؟» (لو سندي أب اون ات ممتد) – 5:03
2. «واتز ماي نيم؟» (لو سندي أب اون ات لحن) – 5:00
3. «واتز ماي نيم؟» (كيك كلاب مكس شو) – 4:10
4. «واتز ماي نيم؟» (النسخة النظيفة الأصلية) – 4:27

- أسطوانة منفردة ألمانية[26]

1. «واتز ماي نيم؟» (مع دريك) – 4:24
2. «واتز ماي نيم؟» (لو سندي «أب اون ات» راديو) – 3:47

## الرسوم البيانية
| المخطط (2010-2011)                    | المركز | المصادر |
| ------------------------------------- | ------ | ------- |
| أستراليا                              | 18     | [ 27 ]  |
| النمسا                                | 13     | [ 28 ]  |
| بلجيكا (فلاندرز)                      | 28     | [ 29 ]  |
| بلجيكا (والونيا)                      | 40     | [ 30 ]  |
| البرازيل                              | 32     | [ 31 ]  |
| أغاني البوب البرازيل                  | 9      | [ 32 ]  |
| كندا                                  | 5      | [ 33 ]  |
| كرواتيا                               | 5      | [ 34 ]  |
| جمهورية التشيك                        | 36     | [ 35 ]  |
| الدنمارك                              | 19     | [ 36 ]  |
| فرنسا                                 | 16     | [ 37 ]  |
| ألمانيا                               | 12     | [ 38 ]  |
| المجر (مراكز الراديو الأربعين الأولى) | 1      | [ 39 ]  |
| أيرلندا                               | 3      | [ 40 ]  |
| إسرائيل                               | 3      | [ 41 ]  |
| إيطاليا                               | 8      | [ 42 ]  |
| هولندا                                | 23     | [ 43 ]  |
| هولندا (المراكز المائة الأولى)        | 20     | [ 44 ]  |
| نيوزيلندا                             | 3      | [ 45 ]  |
| النرويج                               | 4      | [ 46 ]  |
| بولندا                                | 28     | [ 47 ]  |
| البرتغال                              | 2      | [ 48 ]  |
| إسكتلندا                              | 1      | [ 49 ]  |
| سلوفاكيا                              | 3      | [ 50 ]  |
| كوريا الجنوبية                        | 79     | [ 51 ]  |
| إسبانيا                               | 42     | [ 52 ]  |
| السويد                                | 20     | [ 53 ]  |
| سويسرا                                | 13     | [ 54 ]  |
| المملكة المتحدة                       | 1      | [ 55 ]  |
| آر أند بي المملكة المتحدة             | 1      | [ 55 ]  |
| بيلبورد هوت 100                       | 1      | [ 56 ]  |
| بيلبورد أغاني البوب                   | 4      | [ 57 ]  |
| بيلبورد هوت أغاني آر أند بي/هيب-هوب   | 2      | [ 58 ]  |
| بيلبورد هوت أغاني الدانس كلوب         | 6      | [ 59 ]  |
| بيلبورد أغاني البوب البالغين          | 30     | [ 60 ]  |

| المخطط (2010)   | المركز | المصادر |
| --------------- | ------ | ------- |
| المملكة المتحدة | 27     | [ 61 ]  |

| المخطط (2011)                       | المركز | المصادر |
| ----------------------------------- | ------ | ------- |
| أستراليا                            | 32     | [ 62 ]  |
| كندا                                | 32     | [ 63 ]  |
| كرواتيا                             | 49     | [ 34 ]  |
| فرنسا                               | 85     | [ 64 ]  |
| ألمانيا                             | 96     | [ 65 ]  |
| المجر                               | 33     | [ 66 ]  |
| المملكة المتحدة                     | 49     | [ 67 ]  |
| بيلبورد هوت 100                     | 20     | [ 68 ]  |
| بيلبورد أغاني رقمية                 | 35     | [ 69 ]  |
| بيلبورد هوت أغاني آر أند بي/هيب-هوب | 18     | [ 70 ]  |
| بيلبورد أغاني البوب                 | 30     | [ 71 ]  |
| بيلبورد أغاني الراديو               | 11     | [ 72 ]  |

## الشهادات
| الدولة           | الشهادات     | المبيعات  | المصادر |
| ---------------- | ------------ | --------- | ------- |
| أستراليا         | بلاتينيوم    | 70,000    | [ 73 ]  |
| إيطاليا          | ذهبي         | 15,000    | [ 74 ]  |
| نيوزيلندا        | ذهبي         | 7,500     | [ 75 ]  |
| السويد           | بلاتينيوم    | 40,000    | [ 76 ]  |
| سويسرا           | ذهبي         | 15,000    | [ 77 ]  |
| المملكة المتحدة  | بلاتينيوم    | 600,000   | [ 78 ]  |
| الولايات المتحدة | 2× بلاتينيوم | 2,000,000 | [ 8 ]   |

## تاريخ الإصدار
| الدولة           | التاريخ         | نوع التحميل              | شركة الإنتاج        | المصادر       |
| ---------------- | --------------- | ------------------------ | ------------------- | ------------- |
| الولايات المتحدة | 26 أكتوبر، 2010 | ماين ستريم وريذميك راديو | تسجيلات ديف جام     | [ 79 ] [ 80 ] |
| أستراليا         | 29 أكتوبر، 2010 | تحميل رقمي               | تسجيلات ديف جام     | [ 81 ]        |
| البرازيل         | 29 أكتوبر، 2010 | تحميل رقمي               | تسجيلات ديف جام     | [ 82 ]        |
| فرنسا            | 29 أكتوبر، 2010 | تحميل رقمي               | تسجيلات ديف جام     | [ 83 ]        |
| نيوزيلندا        | 29 أكتوبر، 2010 | تحميل رقمي               | تسجيلات ديف جام     | [ 83 ]        |
| إسبانيا          | 29 أكتوبر، 2010 | تحميل رقمي               | تسجيلات ديف جام     | [ 83 ]        |
| إيطاليا          | 29 أكتوبر، 2010 | تحميل رقمي               | تسجيلات ديف جام     | [ 84 ]        |
| كندا             | 1 نوفمبر، 2010  | تحميل رقمي               | تسجيلات ديف جام     | [ 85 ]        |
| الولايات المتحدة | 1 نوفمبر، 2010  | تحميل رقمي               | تسجيلات ديف جام     | [ 24 ]        |
| الولايات المتحدة | 23 ديسمبر، 2010 | ألبوم ريمكسز رقمي مطول   | تسجيلات ديف جام     | [ 25 ]        |
| المملكة المتحدة  | 10 يناير، 2011  | تحميل رقمي               | تسجيلات ميركوري     | [ 86 ]        |
| ألمانيا          | 21 يناير، 2011  | أسطوانة منفردة           | يونيفرسال الموسيقية | [ 26 ]        |